# Gbeke
Gbeke és una de les 31 regions de Costa d'Ivori. Està situada al centre del país, pocs quilòmetres al nord de Yamoussoukro, la capital política del país. Té una superfície de 8.996 km² i 802.202 habitants. La seva capital és la ciutat de Bouaké, la segona més poblada del país després d'Abidjan. La regió de Gbeke forma part del districte del Vallée du Bandama, juntament amb la regió de Hambol.

## Geografia i situació geogràfica
Gbeke està situat al centre de Costa d'Ivori. Al sud hi té les regions de Bélier i de N'zi, a l'est la regió d'Iffou, al nord hi ha les regions d'Hambol i de Béré i a l'oest hi ha les regions de Béré i de Marahoué. Està situada a pocs quilòmetres al nord de Yamoussoukro i a 360 km d'Abidjan.

## Departaments i municipis
La regió de Gbeke té quatre departaments: Bouaké, Béoumi, Sakassou i Botro. Els vuit municipis de la regió són Bouaké, Diabo, Sakassou, Béoumi, Botro, Brobo, N'Djébonouan i Bodokro. Les seves 19 sots-prefectures són: Bouaké, Bounda, Brobo, Djébonoua, Mamini, Béoumi, Ando Kékrénou, Bodokro, Kondrobo, Lolobo, N'Guessankro, Botro, Diabo, Krofoinssou, Sakassou, Ayaou Sran, Dibri Assirikro i Toumoi Sakassou.

## Economia
El sector serveis és el més important de la regió, sobretot el comerç. L'agricultura és el sector que ocupa a més població activa.

### Agricultura
La majoria de l'agricultura de la regió està destinada a fer béns alimentaris, sobretot de subsistència. Els principals cultius són de nyam, d'arròs, de blat de moro, de cacauet, d'anacards i de llegums.

## Turisme
Els principals atractius turístics de Gbeke són:
- La Cort Reial (tomba dels reis) a Walèbo, al departament de Sakassou.
- Les ceràmiques de Wassou.
- El lloc d'observació d'hipopòtams de Goli oka, a Bourébo, a la sots-prefectura de Kondrobo.
- Les grutes prehistòriques d'Agbagnassi, a la sots-prefectura de Béoumi.
- A Bouaké hi ha la catedral de Santa Teresa, el Monestir dels Benedictins i la tintura de Dar-es-Salam.

## Cultura
Entre els valors culturals de la regió destaquen:
- Les danses com l'adjanou i el Goli.
- L'artesania tradicional: plateria, cistelleria, morter, teixits de xarxes de pesca, estris de caça, etc.

### Grups humans
El grup humà principal de la regió són els Baoulés.